# 護あさな
護 あさな（まもる あさな、1990年5月4日 - ）は、日本の女優、元グラビアアイドル。旧芸名は河野 麻奈（こうの あさな）。東京都出身。エフ・エム・ジー所属。

## 経歴
高校在学中の2009年に河野 麻奈としてグラビアデビュー。同年4月より護 あさなへ改名。
2009年10月に『月刊護あさな』が発売されたが、新人が「月刊」シリーズに登場するのは井川遥以来であると銘打っている。
2009年12月には、「SPA!」連載の「みうらじゅん×リリー・フランキーのグラビアン魂」で、'09年グラビアン魂アワード「みうら大賞」を受賞している。
所属事務所はLRFで、『月刊』も同事務所で決まった仕事だったが、『月刊』発売前の2009年9月に「マネージメント方針の事情」を理由にブログを閉鎖。2009年12月までに現所属事務所に移籍している。
グラビア活動全盛期の2009年当時はバスト95cmのIカップの表記で「史上最強のボディ」や「奇跡のボディ」と売り出し、写真集やDVDを出すなど積極的にグラビア活動を行っていたが、2012年以降は次第に舞台や映画等の女優業に特化していった。そして、週刊プレイボーイ2014年2月24日号で3年ぶりにグラビアを披露した時はバストサイズは90cmと表記されていた。2016年に週プレでグラビアを披露したあとはグラビア活動を行っておらず、ジム通いと筋トレが趣味で筋肉質かつ引き締まったスリムな身体となり次第にデビュー当時の面影は薄くなっている。現在の公式のバストサイズは87cmとの表記となっておりデビュー時よりも8cmほど小さくなっている。

## 人物
趣味は料理、音楽鑑賞。特技はクラシック・バレエ。父親がカンボジア人。通称はクメールガール。中学生の時に宝塚の舞台を観たのをきっかけに、女優に興味を持つ。
中学生の頃には、スレンダーで巨乳という特徴的な体型となった。
中学2年生なのに20歳くらいに見られ先生からは「キミは制服が似合わないね」と言われた。
「月刊」シリーズのプロデューサー・イワタは護を「グラビア史上最強の巨乳」と評している。

## 出演

### テレビドラマ
- 相棒 season12 第14話「顔」（2014年2月5日、テレビ朝日） - パブのホステス 役
- 牙狼-GARO- -魔戒ノ花-（2014年4月4日 - 9月26日、テレビ東京） - ジイル 役
- 刑事7人 最終話（2015年9月9日、テレビ朝日） - 婦警 役
- 監獄学園-プリズンスクール-（2015年10月25日 - 12月21日、MBS） - 白木芽衣子 役[9]
- AKBホラーナイト アドレナリンの夜 第17話「ルームシェア」（2015年12月3日、テレビ朝日） - 紗栄子 役
- 青きヴァンパイアの悩み（2021年2月8日 - 3月29日、TOKYO MX） - オソノ 役
- 警視庁ゼロ係〜生活安全課なんでも相談室〜SEASON5 第8話（2021年6月18日、テレビ東京） - 野田さやか 役
- ノンレムの窓 2024・春 第1話「有終の美」（2024年3月31日、日本テレビ） - 片山奈津子 役

### テレビアニメ
- 世界の闇図鑑（2017年）

### バラエティ・情報番組
- 音楽戦士 MUSIC FIGHTER（日本テレビ、2008年12月19日）
- MUSIC JAPAN（NHK、2008年12月18日）
- 女優力（日本テレビ、2010年1月9日 - 3月27日）
- 勝・新（KATSUARA） シーズン2（WOWOW、2012年8月 - 9月）
- 実在性ミリオンアーサー（tvkほか、2014年10月 - 2015年3月） - モルゴース 役

### WEBドラマ
- 関根・天野のビンビン王子の逆襲 第15話「女の体温（ぬくもり）」（2010年、BeeTV）
- FUN HOUSE（2018年、dTVチャンネル） - アカネ 役

### 映画
- ゾンビアス（2012年2月25日、日活）
- 東京無印女子物語（2012年6月16日、ベストブレーン）
- モンスター（2013年4月27日、アークエンタテインメント）
- 新 喧嘩の花道、新 喧嘩の花道 完結編（2013年）※Vシネマ
- 上京ものがたり（2013年8月24日、ファントム・フィルム）
- ポーラーサークル 未知なる漫画家オムニバス（2013年12月7日、ポーラーサークル）
- 男女大戦（2013年公開予定） - 主演
- エイトレンジャー2（2014年7月26日、東宝） - ネネ 役
- 劇場霊（2015年11月21日、松竹）
- SCOOP!（2016年10月1日、東宝） - 上原桃 役
- 全員死刑（2017年11月18日、日活） - ハルカ 役

### 舞台
- オフィスインベーダー「方舟」（2011年11月9日 - 13日、俳優座劇場）
- STRAYDOG Produce「問題のない私たち」（2012年4月6日 - 8日、座・高円寺）
- STRAYDOG Produce「ゴジラ」（2012年5月3日 - 6日、THEATER：SPACE107）
- 「ハイスクール歌劇団☆男組」（2012年9月12日 - 23日、天王洲 銀河劇場）
- 逆転裁判 〜逆転のスポットライト〜（2013年7月31日 - 8月4日、六行会ホール） - 美惑埜香 役
- 攻殻機動隊ARISE：GHOST is ALIVE（2015年11月5日 - 15日、東京芸術劇場プレイハウス） - クルツ 役[10]
- 舞台「戦国BASARA」 - 雑賀孫市 役
  - 戦国BASARA4 皇（2016年1月 - 2月）
  - 斬劇 戦国BASARA4 皇 本能寺の変（2016年7月）
  - 斬劇 戦国BASARA 関ヶ原の戦い（2017年2月）
- 舞台『BRAVE10』（2017年6月28日 - 7月2日、全労済ホール スペース・ゼロ） - アナスタシア 役
  - 舞台『BRAVE10 燭～ともしび～』（2018年7月26日 - 29日、なかのZERO 大ホール）
  - 舞台『BRAVE10 昇焉～しょうえん～』（2020年9月19日 - 27日、ところざわサクラタウン ジャパンパビリオン・ホールA）
- 舞台 ｢十二大戦｣ （2018年5月4日 - 5日、新神戸オリエンタル劇場 / 5月9日 - 13日、シアター1010） - 異能肉 役
- Fate/Grand Order THE STAGE -絶対魔獣戦線バビロニア-（2019年1月11日 - 14日、サンケイホールブリーゼ / 1月19日 - 27日、日本青年館ホール） - ゴルゴーン 役[11]
- ミュージカル「悪ノ娘」 再演（2019年4月6日 - 14日、あうるすぽっと） - ジェルメイヌ 役
- 舞台「プロジェクト東京ドールズ THE GARDEN ／ SKY TOWER 同時公演」（2021年2月20日 - 28日、シアター1010） - 小鳥遊修一 役
- 舞台『GARNET OPERA』（2022年1月21日 - 30日、EX THEATER ROPPONGI / 2月4日 - 6日、森ノ宮ピロティホール） - お市 役
- キスより素敵な手を繋ごう（2022年6月15日 - 19日、シアターサンモール / 6月26日、北九州芸術劇場 中劇場）[12]
- 舞台『ダブル』（2023年4月1日 - 9日、紀伊國屋ホール） - 冷田一恵 役[13]
- トレンディは突然に（2023年7月13日 - 18日、シアターサンモール） - 夏目エリカ 役[14]
- 舞台「アキバ冥途戦争 ～浪速喰い倒れ狂騒曲～」（2023年9月6日 - 10日、博品館劇場） - ゾーヤ 役[15]
- 『ROCK MUSICAL BLEACH』〜Arrancar the Final〜（2025年2月8日 - 24日、天王洲 銀河劇場 / 3月1日 - 9日、COOL JAPAN PARK OSAKA WWホール） - ティア・ハリベル 役[16]
- タカハ劇団「帰還の虹」（2025年8月7日 - 13日、座・高円寺1）[17]

### ラジオ番組
- ホットヨーグルト（BayFM）メインパーソナリティ

### 雑誌
- 週刊プレイボーイ（2009年3月16日号） - 河野麻奈名義
- 週刊プレイボーイ（2009年5月11・18日号、2009年10月26日号、2014年2月24日号、2015年11月9日号、2016年10月3日号他）
- 週刊ヤングジャンプ（2009年7月9日号）
- SPA!（2009年7月21日号）グラビアン魂
- 週刊文春（2009年10月15日号）モノクロ美女図鑑
- グラビアフリーペーパー“GO-GAI 3”（2009年10月10日） - 新保勇樹撮影
- 週刊ポスト（2009年10月30日号）
- 週刊現代（2009年10月31日号）
- 週刊アサヒ芸能（2009年11月26日号）
- フライデー (雑誌)（2009年12月25日号）
- SPA!（2009年12月29日号）グラビアン魂

### MV
- FTISLAND「beautiful」（2014年）

## 作品

### 写真集
- 月刊護あさな(SHINCHO MOOK 122)（2009年10月13日、新潮社、撮影：藤代冥砂）ISBN 978-4107902078
- 護あさな 1st写真集（2010年8月17日、講談社、撮影：イワタ）ISBN 978-4063528183
- 護あさな ハダカノ女神(学研ムック)（2011年7月14日、学習研究社、編集：BOMB編集部）ISBN 978-4056063714[18]

### ウェブ写真集
- image.tv - 宮澤正明撮影
- 週刊.jp
- Web SPA! グラビアン魂

### イメージビデオ
- 月刊護あさな（2009年11月27日、イーネット・フロンティア）
- 旅のはじまり（2010年8月31日、イーネット・フロンティア）
- d-BOMB 熱恋[19]（2011年5月25日、学研パブリッシング）